# London Calling
London Calling je dvostruki album grupe Clash koji je izdan u prosincu 1979. u Velikoj Britaniji i u siječnju 1980. u SAD-u. Album je označio grupin kritični i komercijalni proboj. Osim otvorenog punk punk rocka, sadržio je mnogo širi broj stilova od Clashovih ranijih albuma, sa sofisticiranim pop tekstovima koji se udružuju s elementima rockabilliy-a, pop glazbom iz 1960-ih, lounge glazbom, R&B, ska, rocksteady, hard rock i reggae glazbe u pjesmama poput "Train in Vain", "Clampdown", "Spanish bombs", "Jimmy Jazz" i "London Calling".

## Povijest

### Teme
Nastavljajući Clashov običaj, album je politički motiviran. Teme pjesama uključuju: slabljenje punk rocka ("London calling"), ovisnost o drogama ("Hateful"), američku narodnu legendu Stagger Leeja ("Wrong 'Em Boyo"), mladi pobunjenici koju odrastaju i stare ("Four Horseman"), uspon nepravednih političkih režima ("Clampdown"), Španjolski građanski rat ("Spanish Bombs"), izmučenog američkog glumca Montgomery Clift-a ("The Right Profile"), rastuću moć medija i reklama ("Koka Kola"), pa čak i kontracepcijskih sredstava ("Lover Rock").

### Dva po cijeni jednoga
Album je imao dvije ploče, ali je prodavan po cijeni jedne; bio je to proizvod neke diskografske kuće koju je angažirao sastav; zamolili su diskografsku kuću da snime dodatne besplatne singlove na album, i nakon sklapanja dogovora sa snimateljima, dali su si zadatak da snime dodatnu ploču s punim trajanjem. Ovo je bio jedan od prvih pokazatelja proututežnog, proslušateljskog stava sastava, jer im zadaća nije bila zaraditi novce ili zadovoljiti izdavače, već dati što više glazbe svojim obožavateljima.

### Dodatak pjesme "Train in Vain"
"Train in Vain" je dodan albumu u posljednji čas, nakon što je postignut dogovor s Clashom o snimanju dodatne snimke za NME flexi disc, a kao što je rekao Mick Jones: "Ovo je bilo predobro da bi bilo potraćeno samao na NME." Posljedica ovoga je bila da naslov pjesme nije bio printan na prvom izdanju, iako je tekst "Pjesma broj 5 je Train in Vain" napisan na B stranu ploče. Unatoč tom pokušaju, bilo je dosta zbrke oko naslova pjesme i često je naslov bio "Stand by Me", prema refrenu iz pjesme. Ipak je na svakom novom izdanju napisano "Train in Vain".

### Naslovnica
Na naslovnici je fotografija Penny Smith, a prikazuje Paula Simonona kako razbija svoju bas-gitaru o pozornicu u Palladium-u u New York Cityju 21. rujna 1979. Slika je okružena tipografijom sličnom onoj na albumu Elvisa Presleyja koji nosi njegovo ime. Sliku je kasnije nominirao za najbolju rock and roll sliku svih vremena Q Magazin, iako Smith nije htjela da se slika koristi. Smatrala je da slika nije tehnički kvalitetna jer je fotografija pomalo izvan fokusa (i zato što se udaljavala od Paula da ne bude pogođena). Strummer ju je ipak uspio nagovoriti da upotrijebi sliku. Slomljeni ostaci Simononove bass gitare se nalaze u kolekciji Rock and Roll Hall of Fame u Clevelandu u Ohiju.

### Ocjene kritičara
Predložen je za najbolji album godine u The Village's Voice-ovoj Pazz&Jop kritičkoj kolumni. 1998. čitatelji Q magazina su proglasili London Calling 32. najboljim albumom svih vremena, a časopis ga je stavio na 4. mjesto na popisu 100 najboljih britanskih albuma svih vremena. 2001. Tv mreža VH1 stavila ga je na 25. mjesto od 100 najboljih albuma. 1989. Rolling Stone časopis ga je proglasio najboljim albumom 80-ih ( iako je u V. Britaniji izašao 1979. a u SAD-u 1980. ). 2003. album je zauzeo 7. mjesto na Rolling Stone-ovoj ljestvici 500 najboljih albuma svih vremena.. Pitchfork Media ga je stavio na drugo mjesto među 100 najboljih albuma sedamdesetih. 2004. Entertainment Weekly ga je proglasio najboljim rock albumom ikada. To je također jedini album koji je na Metacriticu dobio prosjek od 100 od strane raznih kritičarskih medija. 2006. Australian Broadcasting Corporation je napravio popis s namjerom da utvrde najdraži album svojih gledatelja. London Calling je bio 26. na ljestvici.
2006. album je TIME časopis odabrao među 100 najboljih albuma ikada.

### London Calling na velikim i malim ekranima
Velik broj pjesama s albuma je prodan raznim korporacijama u komercijalne svrhe. Primjeri uključuju pjesmu "London Calling" u filmovima Umri drugi dan, Bravo Two Zero, u završnoj epizodi četvrte sezone popularne TV serije Prijatelji, u filmu Billy Elliot, u reklami za Jaguar i australskom proizvođaču cipela, Globe Shoes, koji je prodao ograničen broj cipela s napisanim riječima iz pjesme. Rudy Giuliani je upotrijebio "Rudie Can't Fail" kao uvodnu pjesmu kada je 2002. predstavio kip za MTV Music Video Awards. Uporaba ovih pjesama je iznervirao obožavatelje koji su smatrali da je grupin javni lik predstavnik ljevičarskog, protutežnog i protu-trgovinskog pogleda na svijet.

### Ponovna izdavanja
U siječnju 2000. London Calling, kao i ostatak Clashovog kataloga je obnovljen i ponovno izdan.
21. rujna 2004. Epic Records i Legacy Records su predstavili Legacy Edition albuma koji nije sadržavao samo izvorne snimke, nego i The Vanilla Tapes, za koje se govorkalo da su odavno izgubljene, a koje su sadržavale grube sastanke s proba nazvanog po studiju u Londonu gdje se snimalo za album i DVD koji sadrži dokumentarac i podatke o stvaranju albuma.

## Popis pjesama
1. "London Calling"- 3:19
2. "Brand New Cadillac"- 2:08
3. "Jimmy Jazz"- 3:54
4. "Hateful"- 2:44
5. "Rudie Can't Fail"- 3:29
6. "Spanish Bombs"- 3:18
7. "The Right Profile"- 3:54
8. "Lost in the Supermarket"- 3:47
9. "Clampdown"- 3:49
10. "The Guns of Brixton"- 3:09
11. "Wrong 'Em Boyo"- 3:09
12. "Death or Glory"- 3:54
13. "Koka Kola"- 1:47
14. "The Card Cheat"- 3:49
15. "Lover's Rock"- 4:03
16. "Four Horseman"- 2:55
17. "I'm not Down"- 3:06
18. "Revolution Rock"- 5:33
19. "Train in Vain"- 3:10

### Izdanje za 25. godišnjicu
Disk broj 2 izdanja za 25. godišnjicu s The Vanilla Tapes
1. "Hateful" - 3:23
2. "Rudie Can't Fail" - 3:08
3. Paul's Tune" (Simonon) - 2:32
4. "I'm Not Down" - 3:34
5. "4 Horsemen" - 2:45
6. "Koka Kola, Advertising & Cocaine" - 1:57
7. "Death or Glory" - 3:47
8. "Lover's Rock" - 3:45
9. "Lonesome Me" (Jones, Strummer, Simonon, Headon) - 2:09
10. "The Police Walked in 4 Jazz" - 2:19
11. "Lost in the Supermarket" - 3:52
12. "Up-Toon (Inst.)" - 1:57
13. "Walking The Sidewalk" (Jones, Strummer, Simonon, Headon) - 2:34
14. "Where You Gonna Go (Soweto)" (Jones, Strummer, Simonon, Headon) - 4:05
15. "The Man in Me" (Bob Dylan) - 3:57
16. "Remote Control" - 2:39
17. "Working and Waiting" - 4:11
18. "Heart & Mind" (Jones, Strummer, Simonon, Headon) - 4:27
19. "Brand New Cadillac" (Taylor) - 2:08
20. "London Calling" - 4:26
21. "Revolution Rock" (Edwards, Ray) - 3:51

## Top ljestvice

### Album
| Godina | Ljestvica                 | Pozicija |
| ------ | ------------------------- | -------- |
| 1979.  | UK Albums Chart           | #9       |
| 1980.  | U.S. Billboard Pop Albumi | #27      |
| 2004.  | UK Albums Chart           | #26      |

### Singlovi
| Godina | Singl            | Ljestvica              | Pozicija |
| ------ | ---------------- | ---------------------- | -------- |
| 1979.  | "London Calling" | UK Top Ljestvica       | #11      |
| 1980.  | "Train in Vain"  | Billboard Pop Singlovi | #23      |
| 1980.  | "Train in Vain"  | Billboard Club Play    | #30      |

## Izvođači
- Joe Strummer - gitara, vokal
- Mick Jones - gitara, vokal
- Paul Simonon - bas-gitara
- Topper Headon - bubnjevi

### Dodatno osoblje
- Mickey Galager - orgulje
- The Irish Horns - brass